# Informívor
El terme informívor descriu a un organisme que consumeix informació. Està pensat per a ser una descripció del comportament humà en la societat de la informació moderna, en comparació amb omnívor, com a descripció d'humans consumint menjar.
George A. Miller va encunyar el terme el 1983 com una analogia de com els organismes sobreviuen consumint entropia negativa (com suggereix Erwin Schrödinger)).
Miller diu, "Tal com el cos sobreviu ingerint entropia negativa, la ment sobreviu ingerint informació. En un sentit molt general, tots els organismes superiors són informívors."
Un ús recent del terme es va fer en un article de diari per Jonathan Chevreau on cita un discurs fet per Zenon Pylyshyn. Poc després, el terme va aparèixer en la introducció del llibre de Pylyshyn sobre Ciència Cognitiva, Computació i cognició.
Més recentment el terme ha estat popularitzat pel filòsof Daniel Dennett al seu llibre Tipus de Ments and by cognitive scientist Steven Pinker.